# Boerhavia paludosa
Boerhavia paludosa är en underblomsväxtart som först beskrevs av Karel Domin, och fick sitt nu gällande namn av Robert Desmond Meikle. Boerhavia paludosa ingår i släktet Boerhavia och familjen underblomsväxter. Inga underarter finns listade i Catalogue of Life.